# 吉野川市立鴨島小学校
吉野川市立鴨島小学校（よしのがわしりつ かもじましょうがっこう）は、徳島県吉野川市鴨島町鴨島にある公立小学校。

## 概要

### 基礎データ
学級数と児童数
- 児童数: 405人
- 学級数: 18（通常学級14 個別支援学級4）
  - 2021年3月24日現在

最寄り駅
- JR徳島線鴨島駅

## 沿革
- 1875年 - 鴨島小学校を創設。川真田慶三郎所有家屋を校舎とする。　　小学校敷地内のソテツ
- 1886年 - 鴨島尋常小学校と改称。

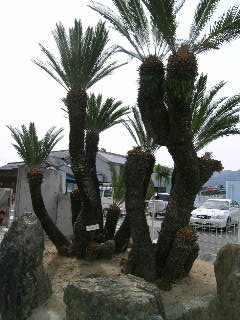
小学校敷地内のソテツ

- 1910年 - 鴨島第一小学校と第二小学校を統合し鴨島尋常小学校と改称。
- 1911年 - 鴨島尋常高等小学校と改称。
- 1941年 - 徳島県麻植郡鴨島町鴨島国民学校と改称。
- 1947年 - 鴨島町立鴨島小学校と改称。
- 1973年 - 学校給食がスタートする。
- 2004年 - 町村合併により吉野川市立鴨島小学校と改称。
- 2005年 - 創立130周年の記念として、記念植樹が行われる。

## 通学区域が隣接している学校
- 吉野川市立飯尾敷地小学校
- 吉野川市立西麻植小学校
- 吉野川市立知恵島小学校
- 吉野川市立牛島小学校
- 吉野川市立森山小学校